# 알와흐다 SC (시리아)
알와흐다(아랍어: نادي الوحدة الرياضي, 영어: Al-Wahda Sports Club)는 시리아 다마스쿠스를 연고로 하는 종합 스포츠 클럽으로 현재는 시리아 프리미어리그에 참가하고 있다. 이 팀은 1928년에 창단되었으며 축구, 농구 클럽이 유명하다.

## 성적
- 시리아 프리미어리그 2회 우승 (2003-04, 2013-14)
- 시리아컵 6회 우승 (1993, 2003, 2012, 2013, 2015, 2016)
- 시리아 슈퍼컵 1회 우승 (1993)

## 선수 명단

### 현역
참고: FIFA 자격 규정에 따라 소속된 국가대표팀 국기를 표시합니다. 선수는 복수의 FIFA 비회원국 국적을 가지고 있을 수 있습니다.
| 번호 | 포지션 | 국적 | 이름            |
| ---- | ------ | ---- | --------------- |
| 11   | FW     | 가나 | 모하메드 아나스 |

| 번호 | 포지션 | 국적   | 이름          |
| ---- | ------ | ------ | ------------- |
| 96   | FW     | 세네갈 | 세쿠 트라오레 |

## 역대 감독
| 감독            | 임기        |
| --------------- | ----------- |
| 니자르 마흐루스 | 1996        |
| 니자르 마흐루스 | 1998 ~ 2000 |
| 니자르 마흐루스 | 2009 ~ 2011 |
| 니자르 마흐루스 | 2024 ~      |

틀:알와흐다 SC (시리아) 선수명단